# Ekoregion bałtyckich lasów mieszanych
Ekoregion bałtyckich lasów mieszanych – to ekoregion charakteryzowany występowaniem umiarkowanego lasu liściastego na nizinach bezpośrednio sąsiadujących z Morzem Bałtyckim. Ekoregion ten rozciąga się od najbardziej na północ wysuniętych części Danii poprzez jej wschodnią część, z wyspami Cieśniny Duńskiej, południową część Skanii (Szwecja), znaczną częścią krajów związkowych Szlezwik-Holsztyn i Meklemburgia-Pomorze Przednie w Niemczech do Pomorza Zachodniego i Pomorza Gdańskiego, aż po Tczew na wschodzie.
Średnie roczne temperatury wahają się w granicach 7-13 °C, z łagodnymi zimami i latami: najgorętsze miesiące rzadko przekraczają 20 °C. Opady są częste i mają małą intensywność. Średnie opady w północnej Polsce dochodzą do około 600 m. 
Najbardziej charakterystycznym gatunkiem ekoregionu jest wodniczka. Lasy tego obszaru są zdominowane przez monokultury lasów bukowych i świerkowych. Głównymi zbiorowiskami leśnymi są: buczyny, lasy dębowo-bukowe, bory sosnowo-dębowe i bory mieszane. W lasach najważniejszymi gatunkami są dąb szypułkowy, dąb bezszypułkowy, jesion wyniosły, klon pospolity, jesion wyniosły, brzoza brodawkowata, buk zwyczajny, grab zwyczajny, olsza czarna. Występują tu również gatunki reliktowe m.in. brzoza karłowata, charakterystyczna dla środowisk otwartych torfowisk wysokich i tundry. 
Wydzielony przez WWF jako jeden z ekoregionów lądowych o kodzie (PA0405). Ekoregion lasów mieszanych Europy Środkowej należy do bioregionu europejskich nadmorskich lasów mieszanych (West European Coastal Mixed Forests bioregion).